# Eddyville (Illinois)
Eddyville – wieś w Stanach Zjednoczonych, w stanie Illinois, w hrabstwie Pope.